# Boris Jofan

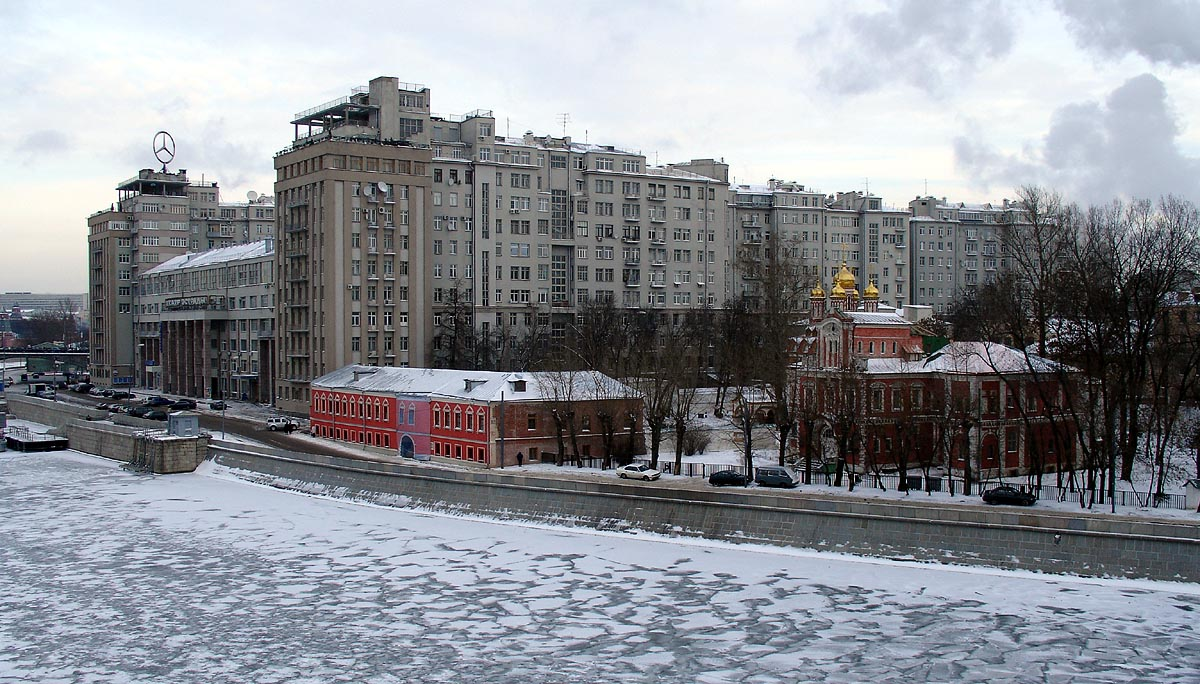
Boris Jofans Dom na naberezjnoj i Moskva

Boris Jofan, född 28 april 1891 i Odessa i Kejsardömet Ryssland, död 1976, var en rysk arkitekt. Han var en av de tre arkitekterna som ritade Sovjeternas palats som var tänkt att bli världens största byggnad (de andra arkitekterna var Vladimir Gelfreich och Vladimir Sjtjuko). Ritningen vann pris vid världsutställningen i Paris 1937.